# Santos Soto Rosales
Santos Soto Rosales (* Santa Lucía, 26 de octubre de 1846 (1859) – † San Salvador, 1932) Comerciante, banquero, industrial y político.

## Primeros años
Santos Soto Rosales, nació en la localidad de Santa Lucía, siendo hijo del matrimonio compuesto por el señor Cornelio Soto Chavarría y Ceferina Rosales Lanza, fue bautizado con el nombre de José De los Santos Soto Rosales, pero conocido en el ámbito social como Santos Soto Rosales, siendo el séptimo de un total de once hijos.
Contando con 18 años recibió una herencia de 10,000 Pesos hondureños joven y emprendedor fundó la primera librería en Tegucigalpa y publicó un catálogo completo de las obras que poseía al público. Con dicha acción la Alcaldía de Tegucigalpa le condecoro como Benemérito de la Instrucción Pública.
Santos Soto Rosales casó en 1901 con Camila de Jesús Midence Soto hija de Basilio Midence Castro y María Antonia Soto. Una mujer dedicada a obras de beneficencia, quién se convertiría en la matrona de las familias Midence Soto–Pierrefu y Fiallos Soto.

## Vida política
Impulsó la reelección del General Luis Bográn apoyándolo con un programa de gobierno en 1887 y participó en el proceso político en 1893 durante la administración del General Domingo Vásquez. Fue además diputado a la Asamblea Constituyente de 1894 y la de 1906. Fue Consejero municipal de Tegucigalpa. Diputado Secretario del Congreso Nacional. Ministro de Hacienda y Crédito Público. Representante consular en Tegucigalpa de Nicaragua e Italia.

## Banquero y minero
Soto es el fundador del Banco Centroamericano siendo sus socios el colombiano Francisco Sarmiento y el hondureño Ignacio Agurcia Midence. Seguidamente Soto, es socio mayoritario con 400 mil Pesos del Banco de Honduras y además con su fotografía ilustró el billete de Diez Pesos, papel moneda que elaboraba el mismo banco. También fue accionista de la Mina San Juancito como su familiar el abogado Marco Aurelio Soto Martínez, de igual forma accionista de la mina de El Mochito en Santa Bárbara.

## Éxilio en la república de El Salvador
El 1 de febrero de 1924 importantes personalidades sociales, políticas y ejecutivas de Honduras, salen con destino a la república de El Salvador, entre ellas el empresario don Santos Soto Rosales y familia, en esa época el hondureño más rico; el Ingeniero Héctor Medina Planas, el Licenciado José María Matute, el señor Raúl Toledo López que había renunciado del cargo de Comandante Militar y Gobernador Político de Tegucigalpa, el señor F. Alfredo Medrano, el Licenciado Guillermo Moncada R., el general Dionisio Gutiérrez que había renunciado del cargo de Ministro de Guerra y Marina y otros oficiales como el general Jacobo Galindo, el general Joaquín Medina Planas, el general Ramón Alvarado Mendieta, el coronel Ricardo Lardizábal, entre otros muchos, unos días después daría comienzo la Segunda guerra civil de Honduras.
Desde su lecho de enfermo, en la ciudad de San Salvador, saludó al doctor Tiburcio Carías Andino por su triunfo electoral en las Elecciones generales de Honduras de 1932.

## Deceso
Santos soto Rosales fallecería en 1932 en la república de El Salvador, sus restos fueron trasladados a Honduras y descansan en el mausoleo estilo gótico victoriano construido para él, en el Cementerio General de Tegucigalpa.